# Milan Associazione Calcio 1962-1963
Questa voce raccoglie le informazioni riguardanti il Milan Associazione Calcio nelle competizioni ufficiali della stagione 1962-1963.

## Stagione
Prima dell'inizio della stagione la società cambia denominazione da "Associazione Calcio Milan" a "Milan Associazione Calcio". Nella stagione 1962-1963 i principali rinforzi per i Campioni d'Italia in carica sono il difensore Víctor Benítez, proveniente dal Boca Juniors, il centrocampista Giuliano Fortunato, prelevato dal Vicenza, l'ala destra Bruno Mora, arrivato dalla Juventus in cambio di Sandro Salvadore e José Germano, attaccante brasiliano che verrà ceduto al Genoa dopo poche giornate.

Mario Trebbi, al Milan dal 1958 al 1966

Il campionato viene chiuso al terzo posto a 6 punti dall'Inter campione, mentre l'avventura in Coppa Italia termina agli ottavi di finale.
Vittorioso è, invece, il cammino in Coppa dei Campioni: nel primo turno il Lussemburgo viene sconfitto dai rossoneri con un complessivo 14-0 con Altafini che segna una cinquina nella gara d'andata (ancora al 2016 record di gol segnati in una sola partita di Coppa dei Campioni/Champions League). Agli ottavi il Milan affronta gli inglesi dell'Ipswich Town eliminati grazie a un 3-0 in casa e ad una sconfitta per 2-1 in trasferta. Nei quarti di finale e nelle semifinali arrivano i successi contro i turchi del Galatasaray e gli scozzesi del Dundee Football Club superati rispettivamente con risultati complessivi di 8-1 e 5-2. In finale l'avversario è il Benfica, già campione nelle due edizioni precedenti: allo Stadio di Wembley l'undici che scende in campo è formato da Ghezzi, David, Trebbi, Benítez, Maldini, Trapattoni, Sani, Rivera, Pivatelli, Altafini e Mora. I rossoneri chiudono il primo tempo in svantaggio per una rete segnata da Eusébio ma riescono a ribaltare le sorti dell'incontro nella ripresa con Altafini che sfrutta due assist di Rivera e batte due volte Costa Pereira. Cesare Maldini, con la fascia di capitano al braccio, può così alzare la prima Coppa dei Campioni della storia del club. Il Milan è la prima squadra italiana a conquistare l'Europa e la terza squadra in assoluto a sollevare il trofeo dopo le vittorie di Real Madrid e Benfica nelle prime sette edizioni.
Altafini è il primo giocatore rossonero a vincere la classifica marcatori di questo torneo, avendo segnato 14 reti. Tale numero rappresenta un primato per una singola edizione della competizione, ed è stato eguagliato da Ruud van Nistelrooy nel 2002-03 e da Lionel Messi nel 2011-12.
La Coppa del 1963 è l'ultimo trionfo del presidente Andrea Rizzoli che lascia il club a Felice Riva dopo nove anni e dopo aver vinto anche quattro scudetti e una Coppa Latina ed avere edificato in provincia di Varese il centro sportivo di Milanello. Lasciano anche Zagatti e l'allenatore Rocco, che passa al Torino.
Nel 1962 il Milan trasferisce la sua sede da via Andegari 4 a via Gaetano Donizetti 24.

## Divise
| Casa | Trasferta |

## Organigramma societario
Area direttiva
- Presidente: Andrea Rizzoli
- Vice presidenti: Giangerolamo Carraro e Domenico Spadacini
- Segretario: Bruno Passalacqua
- Addetto stampa: Marco Tassinari

Area tecnica
- Allenatore: Nereo Rocco
- Direttore tecnico: Giuseppe Viani

Area sanitaria
- Medico sociale: Alfredo Boselli, Giuseppe Bottani, Dori Franzini
- Massaggiatore: Giuseppe Campagnoli, Ruggiero Ribolzi, Carlo Tresoldi, Guglielmo Zanella

## Rosa
| N. |                   | Ruolo | Calciatore                   |
| -- | ----------------- | ----- | ---------------------------- |
|    | Italia (bandiera) | P     | Mario Barluzzi               |
|    | Italia (bandiera) | P     | Giorgio Ghezzi               |
|    | Italia (bandiera) | P     | Mario Liberalato             |
|    | Italia (bandiera) | P     | Claudio Mantovani            |
|    | Italia (bandiera) | D     | Attilio Bravi                |
|    | Italia (bandiera) | D     | Cesare Maldini (capitano)    |
|    | Italia (bandiera) | D     | Luigi Radice (vice capitano) |
|    | Italia (bandiera) | D     | Giovanni Trapattoni          |
|    | Italia (bandiera) | D     | Mario Trebbi                 |
|    | Italia (bandiera) | D     | Francesco Zagatti            |
|    | Perù (bandiera)   | C     | Víctor Benítez               |
|    | Italia (bandiera) | C     | Mario David                  |
|    | Italia (bandiera) | C     | Giovanni Lodetti             |
|    | Italia (bandiera) | D     | Gilberto Noletti             |

| N. |                    | Ruolo | Calciatore              |
| -- | ------------------ | ----- | ----------------------- |
|    | Italia (bandiera)  | D     | Ambrogio Pelagalli      |
|    | Italia (bandiera)  | C     | Giuseppe Italo Redaelli |
|    | Italia (bandiera)  | C     | Gianni Rivera           |
|    | Italia (bandiera)  | C     | Giorgio Rossano         |
|    | Brasile (bandiera) | C     | Dino Sani               |
|    | Italia (bandiera)  | A     | José Altafini           |
|    | Italia (bandiera)  | A     | Paolo Barison           |
|    | Brasile (bandiera) | A     | Emanuele Del Vecchio    |
|    | Italia (bandiera)  | A     | Paolo Ferrario          |
|    | Italia (bandiera)  | A     | Giuliano Fortunato      |
|    | Brasile (bandiera) | A     | Germano                 |
|    | Italia (bandiera)  | A     | Bruno Mora              |
|    | Italia (bandiera)  | A     | Gino Pivatelli          |

## Calciomercato
| Acquisti | Acquisti              | Acquisti          | Acquisti |
| R.       | Nome                  | da                | Modalità |
| -------- | --------------------- | ----------------- | -------- |
| P        | Mario Barluzzi        | Catania           | -        |
| C        | Víctor Benítez        | Boca Juniors      | -        |
| A        | Giuliano Fortunato    | L.R. Vicenza      | -        |
| A        | José Germano de Sales | Flamengo          | -        |
| P        | Claudio Mantovani     | Marzotto Valdagno | -        |
| A        | Bruno Mora            | Juventus          | -        |
| D        | Gilberto Noletti      | Lazio             | -        |
| C        | Giorgio Rossano       | Juventus          | -        |
| A        | Emanuele Del Vecchio  | Padova            | -        |

| Cessioni | Cessioni              | Cessioni     | Cessioni |
| R.       | Nome                  | a            | Modalità |
| -------- | --------------------- | ------------ | -------- |
| P        | Luciano Alfieri       | Lecco        | -        |
| A        | Bruno Beretti         | Rizzoli      | -        |
| A        | Oliviero Conti        | Modena       | -        |
| A        | Giancarlo Danova      | Torino       | -        |
| A        | Paolo Ferrario        | Monza        | -        |
| A        | José Germano de Sales | Genoa        | -        |
| C        | Antonio Pasinato      | Lecco        | -        |
| A        | Orlando Rozzoni       | Lazio        | -        |
| D        | Sandro Salvadore      | Juventus     | -        |
| C        | Sergio Tenente        | Alessandria  | -        |
| A        | Emanuele Del Vecchio  | Boca Juniors | -        |

## Risultati

### Serie A

#### Girone di andata
| Arbitro: | Gambarotta (Genova) |

|                             |           |                             |
| Rivera 35’ Germano 50’, 68’ | Marcatori | 10’ Raffin 60’, 85’ Tesconi |

| Arbitro: | Adami (Roma) |

|           |           |                                                  |
| Tacchi 2’ | Marcatori | 1’, 81’ Rivera 74’ Mora 76’ Barison 88’ Altafini |

| Milano 30 settembre 1962 3ª giornata | Milan            | 0 – 0 | Atalanta | Stadio San Siro (67 737 spett.)\| Arbitro: \| Bonetto (Torino) \| |
| Arbitro:                             | Bonetto (Torino) |       |          |                                                                   |

| Milano 7 ottobre 1962 4ª giornata | Milan        | 0 – 0 | Fiorentina | Stadio San Siro (60 396 spett.)\| Arbitro: \| Adami (Roma) \| |
| Arbitro:                          | Adami (Roma) |       |            |                                                               |

| Arbitro: | Lo Bello (Siracusa) |

|                      |           |  |
| Puia 14’ Vastola 57’ | Marcatori |  |

| Arbitro: | Adami (Roma) |

|               |           |             |
| Pivatelli 62’ | Marcatori | 45’ Maschio |

| Arbitro: | Rigato (Mestre) |

|                          |           |               |
| Bergamaschi 58’ Toro 80’ | Marcatori | 42’ Pivatelli |

| Arbitro: | Jonni (Macerata) |

|                                         |           |              |
| Del Vecchio 34’ Rivera 36’ Altafini 67’ | Marcatori | 77’ Pascutti |

| Arbitro: | Francescon (Padova) |

|                          |           |                          |
| Giorgis 48’ Pagliari 89’ | Marcatori | 23’ Del Vecchio 50’ Mora |

| Arbitro: | Jonni (Macerata) |

|            |           |  |
| Sivori 36’ | Marcatori |  |

| Arbitro: | Roversi (Bologna) |

|                            |           |                 |
| Sani 55’ Rivera 64’ (rig.) | Marcatori | 24’, 42’ Geiger |

| Arbitro: | Rigato (Mestre) |

|  |           |              |
|  | Marcatori | 55’ Altafini |

| Arbitro: | Gambarotta (Genova) |

|                               |           |              |
| Fortunato 17’ Del Vecchio 82’ | Marcatori | 86’ Hitchens |

| Arbitro: | Jonni (Macerata) |

|  |           |          |
|  | Marcatori | 77’ Sani |

| Ferrara 30 dicembre 1962 15ª giornata | SPAL              | 0 – 0 | Milan | Stadio Comunale (15 425 spett.)\| Arbitro: \| Angonese (Mestre) \| |
| Arbitro:                              | Angonese (Mestre) |       |       |                                                                    |

| Milano 6 gennaio 1963 16ª giornata | Milan                        | 0 – 0 | Catania | Stadio San Siro (30 263 spett.)\| Arbitro: \| De Robbio (Torre Annunziata) \| |
| Arbitro:                           | De Robbio (Torre Annunziata) |       |         |                                                                               |

| Arbitro: | D'Agostini (Roma) |

|                        |           |  |
| Pivatelli 12’ Mora 19’ | Marcatori |  |

#### Girone di ritorno
| Arbitro: | Lo Bello (Siracusa) |

|                         |           |            |
| Grossi 66’ Mencacci 88’ | Marcatori | 24’ Rivera |

| Arbitro: | Adami (Roma) |

|  |           |             |
|  | Marcatori | 24’ Corelli |

| Arbitro: | Francescon (Padova) |

|                              |           |                              |
| Domenghini 33’ Calvanese 67’ | Marcatori | 6’ (aut.) Colombo 66’ Rivera |

| Arbitro: | De Marchi (Pordenone) |

|  |           |              |
|  | Marcatori | 12’ Altafini |

| Arbitro: | Marchese (Napoli) |

|                                                              |           |             |
| Fortunato 4’, 30’ Sani 15’ Lodetti 31’ Mora 35’ Altafini 54’ | Marcatori | 72’ Vinicio |

| Arbitro: | Lo Bello (Siracusa) |

|            |           |          |
| Mazzola 1’ | Marcatori | 78’ Sani |

| Arbitro: | D'Agostini (Roma) |

|              |           |                 |
| Altafini 77’ | Marcatori | 38’ Cucchiaroni |

| Arbitro: | Gambarotta (Genova) |

|             |           |                        |
| Nielsen 18’ | Marcatori | 8’ Altafini 29’ Rivera |

| Arbitro: | Angelini (Firenze) |

|                                                   |           |  |
| Mora 12’ (rig.) Altafini 52’ Sani 65’ Barison 79’ | Marcatori |  |

| Milano 31 marzo 1963 27ª giornata | Milan            | 0 – 0 | Juventus | Stadio San Siro (77 746 spett.)\| Arbitro: \| Jonni (Macerata) \| |
| Arbitro:                          | Jonni (Macerata) |       |          |                                                                   |

| Arbitro: | Sbardella (Roma) |

|             |           |                                 |
| Mazzero 36’ | Marcatori | 14’ Benitez 63’ Rivera 79’ Sani |

| Arbitro: | Angonese (Mestre) |

|  |           |               |
|  | Marcatori | 22’ Angelillo |

| Torino 21 aprile 1963 30ª giornata | Torino           | 0 – 0 | Milan | Stadio Comunale (20 188 spett.)\| Arbitro: \| Di Tonno (Lecce) \| |
| Arbitro:                           | Di Tonno (Lecce) |       |       |                                                                   |

| Arbitro: | Sbardella (Roma) |

|              |           |  |
| Altafini 70’ | Marcatori |  |

| Arbitro: | Rigato (Mestre) |

|                                                |           |  |
| Rivera 2’ Fortunato 41’ Altafini 42’ David 46’ | Marcatori |  |

| Arbitro: | Angonese (Mestre) |

|             |           |  |
| Petroni 16’ | Marcatori |  |

| Arbitro: | Monti (Ancona) |

|             |           |                                      |
| Maggioni 2’ | Marcatori | 28’ Altafini 60’ Barison 90’ Rossano |

### Coppa Italia
| Arbitro: | Bonetto (Torino) |

|  |           |              |
|  | Marcatori | 88’ Altafini |

| Arbitro: | Politano (Cuneo) |

|  |           |            |
|  | Marcatori | 38’ Toschi |

### Coppa dei Campioni
| Arbitro: | Heymann |

|                                                             |           |  |
| Altafini 8’, 11’, 28’, 44’, 67’ Rivera 34’, 43’ Germano 72’ | Marcatori |  |

| Arbitro: | Bucheli |

|  |           |                                                      |
|  | Marcatori | 7’, 39’ Rossano 34’, 42’, 90’ Altafini 58’ Pivatelli |

| Arbitro: | Dienst |

|                          |           |  |
| Barison 8’, 13’ Sani 64’ | Marcatori |  |

| Arbitro: | Blavier |

|                            |           |             |
| Crawford 79’ Blackwood 86’ | Marcatori | 62’ Barison |

| Arbitro: | Seipelt |

|         |           |                                          |
| Uğur 4’ | Marcatori | 34’ (rig.) Mora 38’ Barison 76’ Altafini |

| Arbitro: | Stohl |

|                                           |           |  |
| Pivatelli 11’, 42’ Altafini 50’, 66’, 70’ | Marcatori |  |

| Arbitro: | Caballero Camacho |

|                                        |           |            |
| Sani 3’ Barison 47’, 76’ Mora 52’, 81’ | Marcatori | 22’ Cousin |

| Arbitro: | Van Nuffel |

|             |           |  |
| Gilzean 81’ | Marcatori |  |

| Arbitro: | Holland |

|                   |           |             |
| Altafini 58’, 66’ | Marcatori | 18’ Eusébio |

### Coppa dell'Amicizia
| Arbitro: | Roversi |

|             |           |                                          |
| Oudjani 70’ | Marcatori | 8’ Barison 42’ Altafini 51’ (rig.) David |

| Arbitro: | Faucheux |

|                       |           |  |
| Altafini 33’ Sani 85’ | Marcatori |  |

| Arbitro: | Guinnard |

|                           |           |                                                 |
| Rivoire 79’ Nurenberg 80’ | Marcatori | 7’, 59’ Altafini 49’ (rig.) Mora 63’ Trapattoni |

| Arbitro: | Adami |

|              |           |                    |
| Altafini 30’ | Marcatori | 68’, 80’ Dal Monte |

## Statistiche

### Statistiche di squadra
| Competizione        | Punti | In casa | In casa | In casa | In casa | In casa | In casa | In trasferta | In trasferta | In trasferta | In trasferta | In trasferta | In trasferta | Totale | Totale | Totale | Totale | Totale | Totale | D.R. |
| Competizione        | Punti | G       | V       | N       | P       | Gf      | Gs      | G            | V            | N            | P            | Gf           | Gs           | G      | V      | N      | P      | Gf     | Gs     | D.R. |
| ------------------- | ----- | ------- | ------- | ------- | ------- | ------- | ------- | ------------ | ------------ | ------------ | ------------ | ------------ | ------------ | ------ | ------ | ------ | ------ | ------ | ------ | ---- |
| Serie A             | 43    | 17      | 7       | 8       | 2       | 29      | 12      | 17           | 8            | 5            | 4            | 24           | 15           | 34     | 15     | 13     | 6      | 53     | 27     | +26  |
| Coppa Italia        | -     | 1       | 0       | 0       | 1       | 0       | 1       | 1            | 1            | 0            | 0            | 1            | 0            | 2      | 1      | 0      | 1      | 1      | 1      | 0    |
| Coppa dell'Amicizia | -     | 2       | 1       | 0       | 1       | 3       | 2       | 2            | 2            | 0            | 0            | 7            | 3            | 4      | 3      | 0      | 1      | 10     | 5      | +5   |
| Coppa dei Campioni  | -     | 5       | 5       | 0       | 0       | 23      | 2       | 4            | 2            | 0            | 2            | 10           | 4            | 9      | 7      | 0      | 2      | 33     | 6      | +27  |
| Totale              | -     | 25      | 13      | 8       | 4       | 55      | 17      | 24           | 13           | 5            | 6            | 42           | 22           | 49     | 26     | 13     | 10     | 97     | 39     | +58  |

### Statistiche dei giocatori
| Giocatore      | Serie A  | Serie A | Coppa Italia | Coppa Italia | Coppa dell'Amicizia | Coppa dell'Amicizia | Coppa dei Campioni | Coppa dei Campioni | Totale   | Totale |
| Giocatore      | Presenze | Reti    | Presenze     | Reti         | Presenze            | Reti                | Presenze           | Reti               | Presenze | Reti   |
| -------------- | -------- | ------- | ------------ | ------------ | ------------------- | ------------------- | ------------------ | ------------------ | -------- | ------ |
| J. Altafini    | 31       | 11      | 2            | 1            | 4                   | 5                   | 9                  | 14                 | 46       | 31     |
| P. Barison     | 14       | 3       | 2            | 0            | 4                   | 1                   | 7                  | 6                  | 27       | 10     |
| M. Barluzzi    | 3        | -2      | 1            | -1           | 3                   | -5                  | 0                  | 0                  | 7        | -8     |
| V. Benítez     | 12       | 1       | 1            | 0            | 0                   | 0                   | 3                  | 0                  | 16       | 1      |
| A. Bravi       | 3        | 0       | 0            | 0            | 1                   | 0                   | 0                  | 0                  | 4        | 0      |
| M. David       | 28       | 1       | 0            | 0            | 4                   | 1                   | 8                  | 0                  | 40       | 2      |
| E. Del Vecchio | 9        | 3       | 1            | 0            | 0                   | 0                   | 0                  | 0                  | 10       | 3      |
| P. Ferrario    | 0        | 0       | 0            | 0            | 1                   | 0                   | 0                  | 0                  | 1        | 0      |
| G. Fortunato   | 13       | 4       | 1            | 0            | 2                   | 0                   | 0                  | 0                  | 16       | 4      |
| Germano        | 2        | 2       | 1            | 0            | 0                   | 0                   | 2                  | 1                  | 5        | 3      |
| G. Ghezzi      | 26       | -19     | 1            | 0            | 0                   | 0                   | 7                  | -6                 | 34       | -25    |
| M. Liberalato  | 5        | -6      | 0            | 0            | 1                   | 0                   | 2                  | 0                  | 8        | -6     |
| G. Lodetti     | 10       | 1       | 1            | 0            | 4                   | 0                   | 0                  | 0                  | 15       | 1      |
| C. Maldini     | 31       | 0       | 1            | 0            | 2                   | 0                   | 9                  | 0                  | 43       | 0      |
| C. Mantovani   | 0        | 0       | 0            | 0            | 1                   | 0                   | 0                  | 0                  | 1        | 0      |
| B. Mora        | 24       | 5       | 0            | 0            | 3                   | 1                   | 7                  | 3                  | 34       | 9      |
| G. Noletti     | 0        | 0       | 0            | 0            | 1                   | 0                   | 0                  | 0                  | 1        | 0      |
| A. Pelagalli   | 12       | 0       | 2            | 0            | 4                   | 0                   | 4                  | 0                  | 22       | 0      |
| G. Pivatelli   | 22       | 3       | 1            | 0            | 2                   | 0                   | 7                  | 3                  | 32       | 6      |
| L. Radice      | 23       | 0       | 1            | 0            | 0                   | 0                   | 5                  | 0                  | 29       | 0      |
| G. I. Redaelli | 0        | 0       | 0            | 0            | 1                   | 0                   | 0                  | 0                  | 1        | 0      |
| G. Rivera      | 27       | 9       | 0            | 0            | 0                   | 0                   | 7                  | 2                  | 34       | 11     |
| G. Rossano     | 3        | 1       | 1            | 0            | 1                   | 0                   | 1                  | 2                  | 6        | 3      |
| D. Sani        | 23       | 6       | 1            | 0            | 3                   | 1                   | 6                  | 2                  | 33       | 9      |
| G. Trapattoni  | 30       | 0       | 2            | 0            | 1                   | 1                   | 8                  | 0                  | 41       | 1      |
| M. Trebbi      | 23       | 0       | 2            | 0            | 4                   | 0                   | 7                  | 0                  | 36       | 0      |
| F. Zagatti     | 0        | 0       | 1            | 0            | 0                   | 0                   | 0                  | 0                  | 1        | 0      |